# Turnê Motel - ao Vivo no Cine Joia
Turnê Motel - ao Vivo no Cine Joia é o primeiro álbum de vídeo da Banda Uó, lançado em DVD pela Deckdisc em novembro de 2014. Gravado durante o show do especial Multishow Ao Vivo no Cine Joia, em São Paulo, o vídeo tem edição e finalização de Okent Filmes.

## Lista de faixas
| N.º | Título                                        | Duração |  |
| 1.  | "Sexy Sem Ser Vulgar (We Don't Fucking Care)" |         |  |
| 2.  | "Vânia"                                       |         |  |
| 3.  | "Búzios do Coração"                           |         |  |
| 4.  | "Castelo de Areias"                           |         |  |
| 5.  | "Shake de Amor (Whip My Hair)"                |         |  |
| 6.  | "Show da Rita"                                |         |  |
| 7.  | "Gringo"                                      |         |  |
| 8.  | "Nêga Samurai" (Part. Preta Gil)              |         |  |
| 9.  | "Sou Como Sou" (Part. Preta Gil)              |         |  |
| 10. | "Cowboy"                                      |         |  |
| 11. | "Cavalo de Fogo"                              |         |  |
| 12. | "I <3 Cafuçu"                                 |         |  |
| 13. | "Malandro"                                    |         |  |
| 14. | "Faz Uó"                                      |         |  |

| Extras |                                             |         |  |
| N.º    | Título                                      | Duração |  |
| 15.    | "Shake de Amor (Whip My Hair)" (Videoclipe) |         |  |
| 16.    | "Faz Uó" (Videoclipe)                       |         |  |
| 17.    | "Gringo" (Videoclipe)                       |         |  |
| 18.    | "Cowboy" (Videoclipe)                       |         |  |
| 19.    | "Catraca" (Part. Mr. Catra) (Videoclipe)    |         |  |
| 20.    | "Búzios do Coração" (Videoclipe)            |         |  |
| 21.    | "Making Of"                                 |         |  |